# Bonnemaisoniaceae
Bonnemaisoniaceae is een familie van roodwieren uit de orde Bonnemaisoniales.

## Geslachten
- Asparagopsis Montagne, 1840
- Bonnemaisonia C.Agardh, 1822
- Delisea J.V.Lamouroux, 1819
- Leptophyllis J.Agardh, 1876
- Pleuroblepharidella M.J.Wynne, 1980
- Ptilonia (Harvey) J.Agardh, 1852

Niet (meer) geaccepteerde geslachten
- Bowiesia Greville, 1830 → Delisea J.V.Lamouroux, 1819
- Calocladia Greville, 1836 → Delisea J.V.Lamouroux, 1819
- Chondrodon Kützing, 1847 → Delisea J.V.Lamouroux, 1819
- Falkenbergia F.Schmitz, 1897 → Asparagopsis Montagne, 1840
- Lictoria J.Agardh, 1841 → Asparagopsis Montagne, 1840
- Pleuroblepharis M.J.Wynne, 1970 → Pleuroblepharidella M.J.Wynne, 1980